# Marie-Catherine Peuvret
Marie-Catherine Peuvret, née le 13 janvier 1667 à Québec et morte le 15 février 1739, est une figure notable de la société coloniale en Nouvelle-France.

## Biographie
Issue de l'union entre Jean-Baptiste Peuvret et Catherine Nau de Fossambault, Peuvret provenait d'une famille influente de la petite capitale coloniale. Son père, greffier du Conseil souverain, faisait partie de l'oligarchie locale.
Elle fréquenta brièvement l'école des Ursulines avant de se marier à l'âge de 16 ans, le 24 février 1683, avec Ignace Juchereau Duchesnay, fils d'un anobli canadien. Le couple eut dix-sept enfants, dont onze atteignirent l'âge adulte.

### Seigneuresse de Beauport
À la mort de son mari en 1715, Marie-Catherine Peuvret assuma la gestion de la seigneurie de Beauport. Demeurant résolument indépendante, elle administra ses terres directement, prenant des décisions importantes sans l'intermédiaire d'administrateurs. Malgré la présence de fils majeurs, elle conserva la gouvernance de son fief pendant 22 ans.
Son règne en tant que seigneuresse ne fut pas sans conflits. Elle fut impliquée dans des litiges judiciaires avec des seigneurs ecclésiastiques voisins et des paysans de sa seigneurie, portant sur des questions de rentes et de droits seigneuriaux.
Sur le plan familial, Marie-Catherine maintint son autorité, notamment en menaçant de déshériter son seul fils vivant dans la colonie, Antoine, pour avoir envisagé un mariage non approuvé. Ce dernier finit par épouser Françoise Chartier de Lotbinière en 1737.
À l'approche de sa mort en 1739, Marie-Catherine céda la seigneurie à son fils Antoine et quitta le manoir pour vivre avec l'une de ses filles à Beauport. Son décès révéla, lors de l'inventaire après-décès, sa mainmise sur les affaires de la seigneurie.

## Patrimonialisation
Bien que Marie-Catherine Peuvret ait joué un rôle significatif dans la gestion de la seigneurie de Beauport, son histoire a été largement négligée par l'historiographie. Contrairement à ses prédécesseurs et successeurs masculins, elle n'a pas été commémorée par des rues ou plaques à son nom. Seul un petit cour d'eau, le ruisseau Peuvret, porte son nom. L'absence d'un toponyme dédicatoire majeur témoigne, selon l'historien Benoît Grenier, d'un manque de reconnaissance de son héritage dans l'histoire locale.